# Campeonato Internacional de Tênis de Campinas 2011
Il Campeonato Internacional de Tênis de Campinas 2011, noto anche come Tetra Pak Tennis Cup, è stato un torneo professionistico di tennis maschile giocato sulla terra rossa. È stata la 1ª edizione del torneo, facente parte dell'ATP Challenger Tour nell'ambito dell'ATP Challenger Tour 2011. Si è giocato a Campinas in Brasile dal 19 al 25 settembre 2011.

## Partecipanti

### Teste di serie
| Nazionalità | Giocatore              | Ranking* | Testa di serie |
| ----------- | ---------------------- | -------- | -------------- |
| Argentina   | Máximo González        | 110      | 1              |
| Brasile     | Rogério Dutra da Silva | 113      | 3              |
| Brasile     | Ricardo Mello          | 120      | 2              |
| Germania    | Denis Gremelmayr       | 162      | 4              |
| Brasile     | Júlio Silva            | 184      | 5              |
| Brasile     | Ricardo Hocevar        | 265      | 6              |
| Portogallo  | Gastão Elias           | 268      | 7              |
| Argentina   | Pablo Galdón           | 276      | 8              |

- 1 Ranking al 12 settembre 2011.

### Altri partecipanti
Giocatori che hanno ricevuto una wild card:
- Marcelo Demoliner
- Stefano Soares
- João Pedro Sorgi
- Francisco Zambon

Giocatori che sono passati dalle qualificazioni:
- Martín Cuevas
- Fabiano de Paula
- Joaquín-Jesús Monteferrario
- Laurent Recouderc

## Campioni

### Singolare
Máximo González ha battuto in finale  Caio Zampieri con il punteggio di 6–3, 6–2.

### Doppio
Marcel Felder /  Caio Zampieri hanno battuto in finale  Fabricio Neis /  João Pedro Sorgi, 7–5, 6–4.